# سای۲ ارابه‌ران
سای۲ ارابه‌ران یک ستاره است که در صورت فلکی ارابه‌ران قرار دارد.